# Кардиналы-выборщики на конклаве 2013 года

Распределение кардиналов-выборщиков Конклава 2013 года по континентам.

Ниже представлен список кардиналов-выборщиков, допущенных и принимавших участие в Папском конклаве 2013 года, проходившего с 12 по 13 марта в здании Сикстинской капеллы в Ватикане. По итогам конклава Папой Римским был избран кардинал Хорхе Марио Бергольо, выбравший тронное имя — Франциск.
Допуск к участию в конклаве согласно рескрипту Ingravescentem Aetatem был разрешён кардиналам, чей возраст был менее восьмидесяти лет на момент официального отречения от престола Папы Римского Бенедикта XVI (28 февраля 2013 года). Таким образом, из 207 членов Коллегии кардиналов оказалось допущено 117 кардиналов-выборщиков. Самым молодым кардиналом, недопущенным к участию в выборах, оказался бывший верховный архиепископ Киево-Галицкий Любомир (Гузар), отметивший собственное восьмидесятилетие 26 февраля 2013 года. Старейшим выборщиком оказался Вальтер Каспер, чей возраст превысил порог допуска спустя 5 дней после отречения Бенедикта XVI (5 марта 2013 года). Самым молодым из участников конклава стал предстоятель Сиро-маланкарской католической церкви Баселиос Клеемис Тоттункал, являвшийся также первым представителем своей епархии, возведённым в сан кардинала.
Конклав 2013 года стал самым многочисленным по числу участников среди предшественников. 60 кардиналов являлись выходцами из европейских стран, причём 28 — из Италии. 33 выборщика представляли Америку (из них 20 — Северную Америку), 11 — Африку, 10 — Азию, и 1 — Австралию.
В Коллегии кардиналов присутствовали следующие кардиналы-выборщики, назначенные:
- 50 — папой Иоанном Павлом II (из них присутствовали 48);
- 67 — папой Бенедиктом XVI.

## Список присутствовавших выборщиков
Список кардиналов составлен в порядке старшинства, определяемого по дате консистории возведения в сан кардинала и действовительному на момент конклава рангу в иерархии Римско-католической церкви. Наивысшим рангом обладают кардиналы-епископы и патриархи восточнокатолических церквей, низшим — кардиналы-диаконы. Порядок старшинства не отражался на процедуре голосования: каждый из кардиналов обладал единственным голосом и полным правом быть избранным Папой. 67 из кардиналов-выборщиков были возведены в кардиналы Бенедиктом XVI, а 50 — Иоанном Павлом II (двое из которых не участвовали в конклаве). Возраст и должности кардиналов приведены по состоянию на 12 марта 2013 года.
Условные обозначения:

 Избран Папой Римским
| №   | Фото | Имя                             | Страна происхождения     | Возраст на начало конклава Дата рождения | Должность                                                                                            | Сан                       | Прим.   |
| --- | ---- | ------------------------------- | ------------------------ | ---------------------------------------- | --- | ------------------------- | ------- |
| 1   |      | Джованни Баттиста Ре            | Италия                   | 79 лет 30 января 1934                    | Бывший префект Конгрегации по делам епископов                                                        | Кардинал-епископ          | [ 10 ]  |
| 2   |      | Тарчизио Бертоне                | Италия                   | 78 лет 2 декабря 1934                    | Камерленго и государственный секретарь Святого Престола                                              | Кардинал-епископ          | [ 11 ]  |
| 3   |      | Антоний Нагиб                   | Египет                   | 77 лет 18 марта 1935                     | Бывший Коптский католический патриарх Александрии                                                    | Кардинал-епископ Патриарх | [ 12 ]  |
| 4   |      | Бешар Бутрос Раи                | Ливан                    | 73 года 25 февраля 1940                  | Маронитский патриарх Антиохии и всего Леванта                                                        | Кардинал-епископ Патриарх | [ 13 ]  |
| 5   |      | Годфрид Даннеелс                | Бельгия                  | 79 лет 4 июня 1933                       | Бывший архиепископ Мехелена-Брюсселя                                                                 | Кардинал-священник        | [ 14 ]  |
| 6   |      | Йоахим Майснер                  | Германия                 | 79 лет 25 декабря 1933                   | Архиепископ Кёльна                                                                                   | Кардинал-священник        | [ 15 ]  |
| 7   |      | Николас де Хесус Лопес Родригес | Доминиканская Республика | 76 лет 31 октября 1936                   | Архиепископ Санто-Доминго                                                                            | Кардинал-священник        | [ 16 ]  |
| 8   |      | Роджер Майкл Махони             | США                      | 77 лет 27 февраля 1936                   | Бывший архиепископ Лос-Анджелеса                                                                     | Кардинал-священник        | [ 17 ]  |
| 9   |      | Хайме Лукас Ортега-и-Аламино    | Куба                     | 76 лет 18 октября 1936                   | Архиепископ Гаваны                                                                                   | Кардинал-священник        | [ 18 ]  |
| 10  |      | Жан-Клод Тюркотт                | Канада                   | 76 лет 26 июня 1936                      | Бывший архиепископ Монреаля                                                                          | Кардинал-священник        | [ 19 ]  |
| 11  |      | Винко Пулич                     | Босния и Герцеговина     | 67 лет 8 сентября 1945                   | Архиепископ Врхбосны                                                                                 | Кардинал-священник        | [ 20 ]  |
| 12  |      | Хуан Сандоваль Иньигес          | Мексика                  | 79 лет 28 марта 1933                     | Бывший архиепископ Гвадалахары                                                                       | Кардинал-священник        | [ 21 ]  |
| 13  |      | Антонио Мария Роуко Варела      | Испания                  | 76 лет 24 августа 1936                   | Архиепископ Мадрида                                                                                  | Кардинал-священник        | [ 22 ]  |
| 14  |      | Диониджи Теттаманци             | Италия                   | 78 лет 14 марта 1934                     | Бывший архиепископ Милана                                                                            | Кардинал-священник        | [ 23 ]  |
| 15  |      | Поликарп Пенго                  | Танзания                 | 68 лет 5 августа 1944                    | Архиепископ Дар-эс-Салама                                                                            | Кардинал-священник        | [ 24 ]  |
| 16  |      | Кристоф Шёнборн                 | Австрия                  | 68 лет 22 января 1945                    | Архиепископ Вены                                                                                     | Кардинал-священник        | [ 25 ]  |
| 17  |      | Норберто Ривера Каррера         | Мексика                  | 70 лет 6 июня 1942                       | Архиепископ Мехико                                                                                   | Кардинал-священник        | [ 26 ]  |
| 18  |      | Фрэнсис Юджин Джордж            | США                      | 76 лет 16 января 1937                    | Архиепископ Чикаго                                                                                   | Кардинал-священник        | [ 27 ]  |
| 19  |      | Зенон Грохолевский              | Польша                   | 73 года 11 октября 1939                  | Префект Конгрегации католического образования                                                        | Кардинал-священник        | [ 28 ]  |
| 20  |      | Крешенцио Сепе                  | Италия                   | 69 лет 2 июня 1943                       | Архиепископ Неаполя                                                                                  | Кардинал-священник        | [ 29 ]  |
| 21  |      | Вальтер Каспер                  | Германия                 | 80 лет 5 марта 1933                      | Бывший председатель Папского Совета по содействию Христианскому Единству                             | Кардинал-священник        | [ 30 ]  |
| 22  |      | Иван Диас                       | Индия                    | 76 лет 14 апреля 1936                    | Бывший префект Конгрегации Евангелизации народов                                                     | Кардинал-священник        | [ 31 ]  |
| 23  |      | Жералду Мажела Агнелу           | Бразилия                 | 79 лет 19 октября 1933                   | Бывший архиепископ Сан-Салвадора-да-Баия                                                             | Кардинал-священник        | [ 32 ]  |
| 24  |      | Аудрис Юозас Бачкис             | Литва                    | 76 лет 1 февраля 1937                    | Архиепископ Вильнюса                                                                                 | Кардинал-священник        | [ 33 ]  |
| 25  |      | Франсиско Хавьер Эррасурис Осса | Чили                     | 79 лет 5 сентября 1933                   | Бывший архиепископ Сантьяго                                                                          | Кардинал-священник        | [ 34 ]  |
| 26  |      | Хулио Террасас Сандоваль        | Боливия                  | 77 лет 7 марта 1936                      | Архиепископ Санта-Крус-де-ла-Сьерры                                                                  | Кардинал-священник        | [ 35 ]  |
| 27  |      | Уилфрид Фокс Напье              | ЮАР                      | 72 года 8 марта 1941                     | Архиепископ Дурбана                                                                                  | Кардинал-священник        | [ 36 ]  |
| 28  |      | Оскар Андрес Родригес Марадьяга | Гондурас                 | 70 лет 29 декабря 1942                   | Архиепископ Тегусигальпы                                                                             | Кардинал-священник        | [ 37 ]  |
| 29  |      | Хуан Луис Сиприани Торн         | Перу                     | 69 лет 28 декабря 1943                   | Архиепископ Лимы                                                                                     | Кардинал-священник        | [ 38 ]  |
| 30  |      | Клаудиу Хуммес                  | Бразилия                 | 78 лет 8 августа 1934                    | Бывший префект Конгрегации по делам духовенства                                                      | Кардинал-священник        | [ 39 ]  |
| 31  |      | Хорхе Марио Бергольо            | Аргентина                | 76 лет 12 декабря 1936                   | Архиепископ Буэнос-Айреса                                                                            | Кардинал-священник        | [ 1 ]   |
| 32  |      | Жозе да Круш Поликарпу          | Португалия               | 77 лет 26 февраля 1936                   | Патриарх Лиссабона                                                                                   | Кардинал-священник        | [ 40 ]  |
| 33  |      | Северино Полетто                | Италия                   | 79 лет 18 марта 1933                     | Бывший архиепископ Турина                                                                            | Кардинал-священник        | [ 41 ]  |
| 34  |      | Карл Леманн                     | Германия                 | 76 лет 16 мая 1936                       | Епископ Майнца                                                                                       | Кардинал-священник        | [ 42 ]  |
| 35  |      | Анджело Скола                   | Италия                   | 71 год 7 ноября 1941                     | Архиепископ Милана                                                                                   | Кардинал-священник        | [ 43 ]  |
| 36  |      | Энтони Олубунми Окоги           | Нигерия                  | 76 лет 16 июня 1936                      | Бывший архиепископ Лагоса                                                                            | Кардинал-священник        | [ 44 ]  |
| 37  |      | Габриэль Зубейр Вако            | Судан                    | 72 года 27 февраля 1941                  | Архиепископ Хартума                                                                                  | Кардинал-священник        | [ 45 ]  |
| 38  |      | Карлос Амиго Вальехо            | Испания                  | 78 лет 23 августа 1934                   | Бывший архиепископ Севильи                                                                           | Кардинал-священник        | [ 46 ]  |
| 39  |      | Джастин Фрэнсис Ригали          | США                      | 77 лет 19 апреля 1935                    | Бывший архиепископ Филадельфии                                                                       | Кардинал-священник        | [ 47 ]  |
| 40  |      | Эннио Антонелли                 | Италия                   | 76 лет 18 ноября 1936                    | Бывший председатель Папского Совета по делам семьи                                                   | Кардинал-священник        | [ 48 ]  |
| 41  |      | Питер Кодво Аппиа Тарксон       | Гана                     | 64 года 11 октября 1948                  | Председатель Папского Совета Справедливости и Мира                                                   | Кардинал-священник        | [ 49 ]  |
| 42  |      | Телесфор Пласидус Топпо         | Индия                    | 73 года 15 октября 1939                  | Архиепископ Ранчи                                                                                    | Кардинал-священник        | [ 50 ]  |
| 43  |      | Джордж Пелл                     | Австралия                | 71 год 8 июня 1941                       | Архиепископ Сиднея                                                                                   | Кардинал-священник        | [ 51 ]  |
| 44  |      | Йосип Бозанич                   | Хорватия                 | 63 года 20 марта 1949                    | Архиепископ Загреба                                                                                  | Кардинал-священник        | [ 52 ]  |
| 45  |      | Иоанн Батист Фам Минь Ман       | Вьетнам                  | 79 лет 8 марта 1934                      | Архиепископ Хошимина                                                                                 | Кардинал-священник        | [ 53 ]  |
| 46  |      | Филипп Барбарен                 | Франция                  | 62 года 17 октября 1950                  | Архиепископ Лиона                                                                                    | Кардинал-священник        | [ 54 ]  |
| 47  |      | Петер Эрдё                      | Венгрия                  | 60 лет 25 июня 1952                      | Архиепископ Эстергом-Будапешта                                                                       | Кардинал-священник        | [ 55 ]  |
| 48  |      | Марк Уэлле                      | Канада                   | 68 лет 8 июня 1944                       | Префект Конгрегации по делам епископов                                                               | Кардинал-священник        | [ 56 ]  |
| 49  |      | Агостино Валлини                | Италия                   | 72 года 17 апреля 1940                   | Генеральный викарий Рима                                                                             | Кардинал-священник        | [ 57 ]  |
| 50  |      | Хорхе Либерато Уроса Савино     | Венесуэла                | 70 лет 28 августа 1942                   | Архиепископ Каракаса                                                                                 | Кардинал-священник        | [ 58 ]  |
| 51  |      | Жан-Пьер Рикар                  | Франция                  | 68 лет 25 сентября 1944                  | Архиепископ Бордо                                                                                    | Кардинал-священник        | [ 59 ]  |
| 52  |      | Антонио Каньисарес Льовера      | Испания                  | 67 лет 10 октября 1945                   | Префект Конгрегации богослужения и дисциплины таинств                                                | Кардинал-священник        | [ 60 ]  |
| 53  |      | Шон Патрик О’Мелли              | США                      | 68 лет 29 июня 1944                      | Архиепископ Бостона                                                                                  | Кардинал-священник        | [ 61 ]  |
| 54  |      | Станислав Дзивиш                | Польша                   | 73 года 27 апреля 1939                   | Архиепископ Кракова                                                                                  | Кардинал-священник        | [ 62 ]  |
| 55  |      | Карло Каффарра                  | Италия                   | 74 года 1 июня 1938                      | Архиепископ Болоньи                                                                                  | Кардинал-священник        | [ 63 ]  |
| 56  |      | Шон Бэптист Брейди              | Ирландия                 | 73 года 16 августа 1939                  | Архиепископ Армы                                                                                     | Кардинал-священник        | [ 64 ]  |
| 57  |      | Льюис Мартинес Систак           | Испания                  | 75 лет 29 апреля 1937                    | Архиепископ Барселоны                                                                                | Кардинал-священник        | [ 65 ]  |
| 58  |      | Андре Вен-Труа                  | Франция                  | 70 лет 7 ноября 1942                     | Архиепископ Парижа                                                                                   | Кардинал-священник        | [ 66 ]  |
| 59  |      | Анджело Баньяско                | Италия                   | 70 лет 14 февраля 1943                   | Архиепископ Генуи                                                                                    | Кардинал-священник        | [ 67 ]  |
| 60  |      | Теодор Адриен Сарр              | Сенегал                  | 76 лет 28 ноября 1936                    | Архиепископ Дакара                                                                                   | Кардинал-священник        | [ 68 ]  |
| 61  |      | Освальд Грасиас                 | Индия                    | 68 лет 24 декабря 1944                   | Архиепископ Бомбея                                                                                   | Кардинал-священник        | [ 69 ]  |
| 62  |      | Франсиско Роблес Ортега         | Мексика                  | 64 года 2 марта 1949                     | Архиепископ Гвадалахары                                                                              | Кардинал-священник        | [ 70 ]  |
| 63  |      | Даниэль Николас Динардо         | США                      | 63 года 23 мая 1949                      | Архиепископ Галвестон-Хьюстона                                                                       | Кардинал-священник        | [ 71 ]  |
| 64  |      | Одилиу Педру Шерер              | Бразилия                 | 63 года 21 сентября 1949                 | Архиепископ Сан-Паулу                                                                                | Кардинал-священник        | [ 72 ]  |
| 65  |      | Джон Нджуэ                      | Кения                    | 68 лет 1944                              | Архиепископ Найроби                                                                                  | Кардинал-священник        | [ 73 ]  |
| 66  |      | Рауль Эдуардо Вела Чирибога     | Эквадор                  | 79 лет 1 января 1934                     | Бывший архиепископ Кито                                                                              | Кардинал-священник        | [ 74 ]  |
| 67  |      | Лоран Монсенгво Пасиня          | ДР Конго                 | 73 года 7 октября 1939                   | Архиепископ Киншасы                                                                                  | Кардинал-священник        | [ 75 ]  |
| 68  |      | Паоло Ромео                     | Италия                   | 65 лет 20 февраля 1938                   | Архиепископ Палермо                                                                                  | Кардинал-священник        | [ 76 ]  |
| 69  |      | Дональд Уильям Вюрл             | США                      | 72 года 12 ноября 1940                   | Архиепископ Вашингтона                                                                               | Кардинал-священник        | [ 77 ]  |
| 70  |      | Раймунду Дамасену Ассис         | Бразилия                 | 76 лет 15 февраля 1937                   | Архиепископ Апаресиды                                                                                | Кардинал-священник        | [ 78 ]  |
| 71  |      | Казимеж Ныч                     | Польша                   | 63 года 1 февраля 1950                   | Архиепископ Варшавы                                                                                  | Кардинал-священник        | [ 79 ]  |
| 72  |      | Малькольм Ранжит                | Шри-Ланка                | 65 лет 15 ноября 1947                    | Архиепископ Коломбо                                                                                  | Кардинал-священник        | [ 80 ]  |
| 73  |      | Рейнхард Маркс                  | Германия                 | 59 лет 21 сентября 1953                  | Архиепископ Мюнхена и Фрайзинга                                                                      | Кардинал-священник        | [ 81 ]  |
| 74  |      | Георг Аленчерри                 | Индия                    | 67 лет 19 апреля 1945                    | Верховный архиепископ Эрнакулам-Ангамали                                                             | Кардинал-священник        | [ 82 ]  |
| 75  |      | Томас Кристофер Коллинз         | Канада                   | 66 лет 16 января 1947                    | Архиепископ Торонто                                                                                  | Кардинал-священник        | [ 83 ]  |
| 76  |      | Доминик Дука                    | Чехия                    | 69 лет 26 апреля 1943                    | Архиепископ Праги                                                                                    | Кардинал-священник        | [ 84 ]  |
| 77  |      | Виллем Эйк                      | Нидерланды               | 59 лет 22 июня 1953                      | Архиепископ Утрехта                                                                                  | Кардинал-священник        | [ 85 ]  |
| 78  |      | Джузеппе Бетори                 | Италия                   | 66 лет 25 февраля 1947                   | Архиепископ Флоренции                                                                                | Кардинал-священник        | [ 86 ]  |
| 79  |      | Тимоти Майкл Долан              | США                      | 63 года 6 февраля 1950                   | Архиепископ Нью-Йорка                                                                                | Кардинал-священник        | [ 87 ]  |
| 80  |      | Райнер Мария Вёльки             | Германия                 | 56 лет 18 августа 1956                   | Архиепископ Берлина                                                                                  | Кардинал-священник        | [ 88 ]  |
| 81  |      | Иоанн Тун Хон                   | Китай                    | 73 года 31 июля 1939                     | Епископ Гонконга                                                                                     | Кардинал-священник        | [ 89 ]  |
| 82  |      | Баселиос Клеемис Тоттункал      | Индия                    | 53 года 15 июня 1959                     | Верховный архиепископ Тривандрума Сиро-маланкарского                                                 | Кардинал-священник        | [ 90 ]  |
| 83  |      | Джон Олорунфеми Онаийекан       | Нигерия                  | 69 лет 29 января 1944                    | Архиепископ Абуджи                                                                                   | Кардинал-священник        | [ 91 ]  |
| 84  |      | Рубен Дарио Саласар Гомес       | Колумбия                 | 70 лет 22 сентября 1942                  | Архиепископ Боготы                                                                                   | Кардинал-священник        | [ 92 ]  |
| 85  |      | Луис Антонио Гоким Тагле        | Филиппины                | 55 лет 21 июня 1957                      | Архиепископ Манилы                                                                                   | Кардинал-священник        | [ 93 ]  |
| 86  |      | Жан-Луи Торан                   | Франция                  | 69 лет 3 апреля 1943                     | Председатель Папского Совета по межрелигиозному диалогу                                              | Кардинал-протодьякон      | [ 94 ]  |
| 87  |      | Аттильо Никора                  | Италия                   | 75 лет 16 марта 1937                     | Бывший председатель Администрации церковного имущества Святого Престола                              | Кардинал-дьякон           | [ 95 ]  |
| 88  |      | Уильям Левада                   | США                      | 76 лет 15 июня 1936                      | Бывший префект Конгрегации Доктрины Веры                                                             | Кардинал-дьякон           | [ 96 ]  |
| 89  |      | Франц Роде                      | Словения                 | 78 лет 23 сентября 1934                  | Бывший префект Конгрегации по делам Институтов Посвящённой Жизни и Обществ Апостольской Жизни        | Кардинал-дьякон           | [ 97 ]  |
| 90  |      | Леонардо Сандри                 | Аргентина                | 69 лет 18 ноября 1943                    | Префект Конгрегации по делам Восточных Церквей                                                       | Кардинал-дьякон           | [ 98 ]  |
| 91  |      | Джованни Лайоло                 | Италия                   | 78 лет 3 января 1935                     | Бывший председатель Папской комиссии по делам государства-града Ватикана                             | Кардинал-дьякон           | [ 99 ]  |
| 92  |      | Пауль Йозеф Кордес              | Аргентина                | 78 лет 5 сентября 1934                   | Бывший председатель Папского Совета Cor Unum                                                         | Кардинал-дьякон           | [ 100 ] |
| 93  |      | Анджело Комастри                | Италия                   | 69 лет 17 сентября 1943                  | Генеральный викарий Ватикана, архипресвитер собора Святого Петра, председатель Фабрики Святого Петра | Кардинал-дьякон           | [ 101 ] |
| 94  |      | Станислав Рылко                 | Польша                   | 67 лет 4 июля 1945                       | Председатель Папского Совета по делам Мирян                                                          | Кардинал-дьякон           | [ 102 ] |
| 95  |      | Раффаэле Фарина                 | Италия                   | 79 лет 24 сентября 1933                  | Бывший Библиотекарь и Архивариус Святой Римской Церкви                                               | Кардинал-дьякон           | [ 103 ] |
| 96  |      | Анджело Амато                   | Италия                   | 74 года 8 июня 1938                      | Префект Конгрегации по Канонизации Святых                                                            | Кардинал-дьякон           | [ 104 ] |
| 97  |      | Робер Сара                      | Гвинея                   | 67 лет 15 июня 1945                      | Председатель Папского Совета Cor Unum                                                                | Кардинал-дьякон           | [ 105 ] |
| 98  |      | Франческо Монтеризи             | Италия                   | 78 лет 28 мая 1934                       | Бывший архипресвитер папской базилики Сан-Паоло-фуори-ле-Мура                                        | Кардинал-дьякон           | [ 106 ] |
| 99  |      | Рэймонд Лео Берк                | США                      | 64 года 30 июня 1948                     | Префект Верховного Трибунала Апостольской Сигнатуры                                                  | Кардинал-дьякон           | [ 107 ] |
| 100 |      | Курт Кох                        | Швейцария                | 62 года 15 марта 1950                    | Председатель Папского Совета по содействию Христианскому Единству                                    | Кардинал-дьякон           | [ 108 ] |
| 101 |      | Паоло Сарди                     | Италия                   | 78 лет 1 сентября 1934                   | Патрон Суверенного военного гостеприимного ордена Святого Иоанна, Иерусалима, Родоса и Мальты        | Кардинал-дьякон           | [ 109 ] |
| 102 |      | Мауро Пьяченца                  | Италия                   | 68 лет 15 сентября 1944                  | Префект Конгрегации по делам духовенства                                                             | Кардинал-дьякон           | [ 110 ] |
| 103 |      | Велазио Де Паолис               | Италия                   | 77 лет 19 сентября 1935                  | Бывший председатель Префектуры экономических дел Святого Престола                                    | Кардинал-дьякон           | [ 111 ] |
| 104 |      | Джанфранко Равази               | Италия                   | 70 лет 18 октября 1942                   | Председатель Папского Совета по культуре                                                             | Кардинал-дьякон           | [ 112 ] |
| 105 |      | Фернандо Филони                 | Италия                   | 66 лет 15 апреля 1946                    | Префект Конгрегации Евангелизации Народов                                                            | Кардинал-дьякон           | [ 113 ] |
| 106 |      | Мануэл Монтейру де Каштру       | Португалия               | 74 года 29 марта 1938                    | Великий пенитенциарий                                                                                | Кардинал-дьякон           | [ 114 ] |
| 107 |      | Сантос Абриль-и-Кастельо        | Испания                  | 77 лет 21 сентября 1935                  | Архипресвитер базилики Санта Мария Маджоре                                                           | Кардинал-дьякон           | [ 115 ] |
| 108 |      | Антонио Мария Вельо             | Италия                   | 75 лет 3 февраля 1938                    | Председатель Папского Совета по Пасторскому попечению о мигрантах и странствующих                    | Кардинал-дьякон           | [ 116 ] |
| 109 |      | Джузеппе Бертелло               | Италия                   | 70 лет 1 октября 1942                    | Председатель Папской комиссии по делам государства-града Ватикана                                    | Кардинал-дьякон           | [ 117 ] |
| 110 |      | Франческо Коккопальмерио        | Италия                   | 75 лет 6 марта 1938                      | Председатель Папского Совета по интерпретации законодательных текстов                                | Кардинал-дьякон           | [ 118 ] |
| 111 |      | Жуан Брас ди Авис               | Бразилия                 | 65 лет 24 апреля 1947                    | Префект Конгрегации по делам Институтов Посвящённой Жизни и Обществ Апостольской Жизни               | Кардинал-дьякон           | [ 119 ] |
| 112 |      | Эдвин Фредерик О’Брайен         | США                      | 73 года 8 апреля 1939                    | Великий магистр ордена Рыцарского Ордена Гроба Господня                                              | Кардинал-дьякон           | [ 120 ] |
| 113 |      | Доменико Кальканьо              | Италия                   | 70 лет 3 февраля 1943                    | Председатель Администрации церковного имущества Святого Престола                                     | Кардинал-дьякон           | [ 121 ] |
| 114 |      | Джузеппе Версальди              | Италия                   | 69 лет 30 июня 1943                      | Председатель Префектуры экономических дел Святого Престола                                           | Кардинал-дьякон           | [ 122 ] |
| 115 |      | Джеймс Майкл Харви              | США                      | 63 года 20 октября 1949                  | Архипресвитер папской базилики Сан-Паоло-фуори-ле-Мура                                               | Кардинал-дьякон           | [ 123 ] |

## Отсутствовавшие кардиналы
От участия в конклаве отказались двое кардиналов, допущенных к выборам нового Папы. Юлий Рияди Дармаатмаджа сослался на ухудшение зрения, которое не позволило бы ему полноценно знакомиться с письменными материалами конклава.
Кардинал Кит О’Брайен в начале 2013 года оказался втянут в скандал о возможном нарушении им целибата. 25 февраля в преддверии конклава он покинул пост архиепископа Сент-Эндрюса и Эдинбурга и заявил об отмене своего участия в выборах нового понтифика. По мнению обозревателя «Би-би-си» Роберта Пиготта, это было продиктовано «желанием уберечь католическую церковь от ненужных спекуляций во время избрания нового Папы Римского».
| Фото | Имя                     | Страна происхождения | Возраст на начало конклава Дата рождения | Должность                                   | Сан                | Прим.                   |
| ---- | ----------------------- | -------------------- | ---------------------------------------- | ------------------------------------------- | ------------------ | ----------------------- |
|      | Юлий Рияди Дармаатмаджа | Индонезия            | 78 лет 20 декабря 1934                   | Бывший архиепископ Джакарты                 | Кардинал-священник | [ 127 ] [ 128 ] [ 124 ] |
|      | Кит О’Брайен            | Великобритания       | 74 года 17 марта 1938                    | Бывший архиепископ Сент-Эндрюса и Эдинбурга | Кардинал-священник | [ 129 ] [ 130 ] [ 125 ] |